# Colegas
Colegas è un film del 1982 diretto da Eloy de la Iglesia.
Realizzato con un budget ridotto e senza attori professionisti, Colegas è stato insultato dalla critica ma si è rivelato un successo commerciale. È considerato uno dei classici del genere cinematografico quinqui.

## Trama
José è un diciottenne disoccupato che vive con i suoi genitori e quattro fratelli in un appartamento angusto nei bassifondi di Madrid. Marginalizzato dalla povertà e senza prospettive di trovare un lavoro, José trascorre il suo tempo con il suo migliore amico Antonio giocando ai videogiochi, fumando o impegnati in una ricerca infruttuosa di lavoro. Quando non è con i suoi amici José è con la sua ragazza Rosario, che è la sorella di Antonio. La situazione in entrambe le famiglie non è facile e le cose si complicano ulteriormente quando Rosario scopre di essere incinta. Dopo aver rivelato la notizia a José, i due giovani decidono che la cosa migliore da fare è abortire e per questo chiedono aiuto ad Antonio. Rosario fa domande con alcuni amici alla ricerca di un'infermiera che può eseguire un aborto illegale, ma ha bisogno di ottomila pesetas per pagarla.
Non riuscendo a trovare un lavoro e nel disperato tentativo di raccogliere i soldi necessari il prima possibile, Antonio e Jose accettano la proposta di un loro amico, El Tatuado, di ottenere soldi in una sauna gay. Il ragazzo li presenta a due vecchi omosessuali che offrono loro denaro in cambio di sesso. I due ragazzi accettano ma, all'ultimo minuto, scappano via. I due tentano allora di rapinare un negozio senza però riuscirci. Pirri, il fratellastro di José, che è molto più audace di loro, li presenta a Rogelio, un truffatore professionista locale, che recluta adolescenti per le sue attività criminali.
Rogelio manda Antonio e José in Marocco con il compito di contrabbandare droghe nascoste nei pellet che dovranno inserire nei loro ani. La situazione è molto rischiosa e scomoda, ma i due amici hanno successo nella loro impresa portando la droga in Spagna senza essere scoperti. Il denaro che ricevono da Rogelio è sufficiente per coprire le spese dell'aborto. Tuttavia, Rogelio, consapevole della loro intenzione, propone loro di convincere Rosario ad avere il bambino poiché può venderlo a una coppia all'estero che non può avere figli. Rogelio vuole che l'accordo rimanga segreto offrendo una notevole quantità di denaro e si offre anche di pagare tutte le spese della gravidanza e del parto.
Antonio e José discutono dell'accordo con Rosario. Antonio preferebbe che sua sorella mettesse fine alla sua gravidanza mentre José lascia che sia Rosario a decidere. Quando arriva il momento di abortire Rosario decide di non abortire e i tre amici decidono di accettare l'offerta di Rogelio. Poco dopo, Rosario ha un'aspra discussione con la madre, la quale non vede di buon occhio la relazione della figlia con José. Durante la litigata Rosario confessa di essere incinta del bambino di José e decide di fuggire con lui. Si verificano anche dei problemi nella famiglia di José: la polizia arriva per arrestare Pirri, che è stato coinvolto in affari di droga con la banda di Rogelio. Giungono poi a casa di José i genitori di Rosario intenzionati a parlare con i genitori del ragazzo circa la gravidanza della figlia.
Antonio informa Rogelio che non essendo più la gravidanza un segreto il loro accordo salta. Tra i due nasce un diverbio e Antonio scappa dopo aver preso a pugni uno dei membri della banda di Rogelio. Gli uomini di Rogelio lo inseguono attraverso un cantiere vuoto dove il ragazzo che Antonio aveva preso a pugni gli spara uccidendolo.
Al funerale di Antonio le due famiglie in lutto si riuniscono. José rifiuta l'offerta del padre di aiutarlo se sposerà Rosario. Il ragazzo decide invece di vivere con lei senza sposarsi e di crescere il loro figlio insieme senza alcun aiuto.

## Musica
Antonio Flores ha interpretato e co-scritto con Miguel Botafogo la canzone Lejos de aquí. 
Il titolo della canzone avrebbe dato il nome nel 2017 al libro sul cinema quinqui Lejos de aquí, scritto dallo specialista in materia Eduardo Fuembuena.

## Distribuzione
Il 25 ottobre 1982, Eloy de la Iglesia distribuì il film a Madrid:

## Riconoscimenti
- 1983 - Chicago International Film Festival
  - Nomination Miglior film[9]